# Emma Reyes (artista)
Emma Reyes (Bogotá, 9 de julio de 1919-Burdeos, 12 de julio de 2003) fue una artista, pintora, dibujante y escritora colombiana.

## Trayectoria
Tras quedar huérfana a muy corta edad, Emma, fue dejada al cuidado de una señora de nombre María junto con su hermana Helena y un niño, al parecer, hijo de María, al que nunca lo cuidó ni atendió ("Memoria por Correspondencia", obra epistolar de Emma Reyes). Los tres fueron encerrados bajo llave en un cuarto donde no les entraba el sol, en condiciones infrahumanas y maltratados por María. Posteriormente, las niñas fueron ingresadas en un convento en el que padecieron todo tipo de calamidades. Aprendió a leer y a escribir muy tarde y no asistió a la escuela ni a la universidad. Vivió y trabajó en Francia desde los años 50 hasta su muerte.
Alrededor de 1940, después de una infancia atravesada por el abandono y la pobreza, Emma Reyes viajó hasta Buenos Aires, donde tuvo su primer contacto con la pintura. Estas primeras obras hacían referencia a las plazas y mercados que había encontrado en su viaje por Latinoamérica. En 1947 ganó una beca de la Fundación Roncoroni, para estudiar en la academia de André Lothe de París. En 1949 realizó su primera exposición en la galería Kléber de esta ciudad. A finales de los 50 estuvo en estadía en México en el taller de Diego Rivera, tras haber llegado a México como delegada al Primer Congreso Panamericano de la Unesco. Durante su paso por México trabajó con Rivera en un mural para el estadio olímpico de la Ciudad Universitaria durante varios meses y entró en contacto con la escena artística e intelectual del DF. Luego empezó a trabajar como asistente en la Galería de Arte Contemporáneo con Lola Álvarez Bravo, donde realizó su primera exposición individual, con obras producidas en París y en México. Durante sus últimos meses en México fue parte del montaje de la famosa exposición de Frida Kahlo en la galería de Álvarez Bravo.

En 1954 viajó a Roma para continuar sus estudios con el artista futurista Enrico Prampolini. En esta etapa decidió alejarse del estilo indigenista y de referencia a Hispanoamérica que había trabajado en sus dibujos y pinturas, y entró en una etapa de experimentación y transición en la que explora la relación entre la figuración y la abstracción o composición geométrica.
"Es verdad que mi pintura son gritos sin corriente de aire. Mis monstruos salen de la mano y son hombres y dioses o animales o mitad de todo. Luis Caballero dice que yo no pinto mis cuadros: que los escribo". -Emma Reyes-